# Blackpink: The Movie
«Blackpink: the Movie» (стилизуется маюскулом) — документальный фильм режиссёров Чон Суи и О Юндон о южнокорейской гёрл-группе Blackpink, включающий их записи с концертов и репетиций и интервью с участницами.
«Blackpink: the Movie» был выпущен 4 августа 2021 года в кинотеатрах по всему миру. Это второй документальный фильм о группе (первым является «Blackpink: Озаряя небо» от Netflix).

## Сюжет
Фильм посвящён пятилетию существования группы. В данной картине зритель может ознакомиться с воспоминаниями (со времён дебюта тв 2016 году до настоящего времени), которыми они делятся с поклонниками по всему миру, ранее не опубликованными интервью, самыми яркими моментами выступлений BLACKPINK «THE SHOW» (2021), «IN YOUR AREA» (2018), также много хитовых песен BLACKPINK были заново отредактированы для показа в рамках фильма.

## В ролях
| Актриса        | Роль              |
| -------------- | ----------------- |
| Ким Джису      | В роли самой себя |
| Дженни Ким     | В роли самой себя |
| Розанна Пак    | В роли самой себя |
| Лалиса Монобан | В роли самой себя |

## Создание и продвижение
Фильм «BLACKPINK: THE MOVIE», посвященный пятилетию группы «BLACKPINK», планировался быть выпущенным в глобальном масштабе в августе в более чем 100 странах по всему миру.
«BLACKPINK: The Movie» будет разделен на различные сегменты, включая «Комнату воспоминаний», «Красоту», «Неизданные специальные интервью», а также кадры из широко успешного тура BLACKPINK «In Your Area» 2018 года и «The Show» с 2021 года. Постановка также будет доступна в 4DX в некоторых кинотеатрах.
21 июня 2021 года YG Enterteinment опубликовали первый постер.
24 июня 2021 года YG Enterteinment объявили о премьере фильма: 4 августа в Корее. Предварительная продажа билетов стартует 30 июня.
30 июня 2021 года YG Enterteinment анонсировал список стран, где будет показ фильма.
14 июля 2021 года вышел трейлер к фильму.
4 и 8 августа 2021 состоялся показ фильма.

## Рекорды и восприятие публики
«The MOVIE собрал более 160 000 зрителей по всему миру в течение первых 4 дней после выпуска, доказав его огромную кассовую силу».
Сборы:
1. США — $938к;
2. Мексика — $685к;
3. Великобритания — $197к;
4. Южная Корея — $134к;
5. Италия — $119к;
6. Россия — $114к;
7. Австралия — $26к.